# Kiril Dojčinovski
Kiril "Kiro" Dojčinovski (Macedoni: Kиpил Дojчинoвcки, 14 d'octubre de 1943) és un exfutbolista macedoni de la dècada de 1970.
Fou 6 cops internacional amb la selecció iugoslava amb la qual participà en el Mundial de 1974.
Pel que fa a clubs, defensà els colors de FK Vardar, Estrella Roja de Belgrad, Troyes i Paris FC.
Com a entrenador destacà a la selecció d'El Salvador i al club salvadorenc Luis Ángel Firpo.

## Palmarès
Jugador:
Estrella Roja Belgrad
- Lliga iugoslava de futbol: 4
  - 1967-68, 1968-69, 1969-70, 1972-73
- Copa iugoslava de futbol: 3
  - 1967-68, 1969-70, 1970-71
- Copa Mitropa: 1
  - 1967-68

Entrenador:
C.D.Luis Angel Firpo
- Lliga salvadorenca de futbol: 2
  - 1991-92, 1992-93